# Desmiphora lenkoi
Desmiphora lenkoi là một loài bọ cánh cứng trong họ Cerambycidae.